# 소련의 자치 공화국

1983년 기준 소련의 행정 구역을 그린 지도. 주황으로 칠해진 영역이 소련의 자치공화국이다.

소련의 자치공화국, 이하 공식명칭 자치 소비에트 사회주의 공화국(ASSR, 러시아어: автономная советская социалистическая республика 압토놈나야 소베츠카야 소치알리스티체스카야 레스푸블리카[*], АССР)은 소련의 행정 구역 중 하나로 특정 민족집단이 국가의 주체민족이 될 수 있도록 짜여진 자치적 공화국이다. 소련 내에서는 소련의 공화국보다는 낮은 지위를 가졌지만 자치주나 자치구보다는 높은 지위를 가졌다.
예를 들어 러시아 SFSR에서는 자치 공화국의 정부수반이 공식적으로 러시아 SFSR 정부의 내각 구성원에 포함되었다. 연방 공화국과 달리 자치 공화국은 자신이 속한 연방 공화국이 탈퇴할 때에만 연방에서 탈퇴할 수 있는 권리를 가졌으며 반대로 연방 공화국과는 별도로 자치 공화국 스스로는 소련에 남을 수 있었다. 자치 공화국이 누린 정치적, 행정적, 문화적 자율 수준은 시대에 따라 달랐는데 1920년대(코레니자치야), 1950년대 이오시프 스탈린의 사망 이후, 브레즈네프 시기에 가장 자율성이 컸다.
소련 헌법에 따르면 연방 공화국이 소련 탈퇴를 투표할 경우 소속 자치 공화국, 자치주, 자치구 등은 국민투표를 통해 소련에 잔류할 지, 탈퇴한 연방 공화국과 함께 독립할지를 독립적으로 결정하고 국가의 법적 지위 문제를 제기할 권한을 가지고 있었다.

## 자치 공화국 목록

### 아제르 SSR
- 나흐츠반 자치 소비에트 사회주의 공화국 - 현 나흐츠반 자치 공화국

### 그루지야 SSR
- 압하스 자치 소비에트 사회주의 공화국 - 현 압하스 자치 공화국
- 아자리야 자치 소비에트 사회주의 공화국 - 현 아자리야

### 러시아 SFSR
1978년 러시아 헌법에 따라 러시아 SFSR 내 총 16개 자치 공화국이 정식으로 인정받았다.
- 바시키르 자치 소비에트 사회주의 공화국 - 현 바시키르 공화국
- 부랴트 자치 소비에트 사회주의 공화국 - 현 부랴트 공화국
- 체첸-인구시 자치 소비에트 사회주의 공화국 - 현 체첸 공화국과 인구시 공화국
- 추바시 자치 소비에트 사회주의 공화국 - 현 추바시 공화국
- 다게스탄 자치 소비에트 사회주의 공화국 - 현 다게스탄 공화국
- 카바르디노-발카르 자치 소비에트 사회주의 공화국 - 현 카바르디노발카르 공화국
- 칼미크 자치 소비에트 사회주의 공화국 - 현 칼미크 공화국
- 카렐리야 자치 소비에트 사회주의 공화국 - 현 카렐리야 공화국
- 코미 자치 소비에트 사회주의 공화국 - 현 코미 공화국
- 마리 자치 소비에트 사회주의 공화국 - 현 마리옐 공화국
- 모르도바 자치 소비에트 사회주의 공화국 - 현 모르도바 공화국
- 북오세티야 자치 소비에트 사회주의 공화국 - 현 북오세티야-알라니야 공화국
- 타타르 자치 소비에트 사회주의 공화국 - 현 타타르스탄 공화국
- 투바 자치 소비에트 사회주의 공화국 - 현 투바 공화국
- 우드무르트 자치 소비에트 사회주의 공화국 - 현 우드무르트 공화국
- 야쿠트 자치 소비에트 사회주의 공화국 - 현 사하 (야쿠티야) 공화국

고르노알타이 자치주(현 알타이 공화국), 아디게야 자치주(현 아디게야 공화국), 카라차예보체르케스카야 자치주(현 카라차예보체르케스카야 공화국), 하카스 자치주(현 하카스 공화국)는 모두 소련이 붕괴된 해인 1991년에 ASSR로 승격되었다. 이로서 러시아 내 자치주는 유일하게 유대인 자치주만 남았다.
그 외 소련 초기 러시아 SFSR 내에 존재했던 자치 공화국은 다음과 같다.
- 크림 자치 소비에트 사회주의 공화국(1921년 10월 18일~1945년 6월 30일, 현 크림 공화국으로 러시아-우크라이나 분쟁 지역)
- 카자흐 자치 소비에트 사회주의 공화국(1925년~1936년, 현 카자흐스탄)
- 키르기스 자치 소비에트 사회주의 공화국(1920~1925년, 카자흐 ASSR로 이어져 현 카자흐스탄)
- 키르기스 자치 소비에트 사회주의 공화국(1926~1936년, 키르기스 SSR로 이어져 현 키르기스스탄)
- 산악 자치 소비에트 사회주의 공화국(1922~1924년, 현 북캅카스의 여러 소국과 공화국)
- 투르키스탄 자치 소비에트 사회주의 공화국(1918~1924년, 현 카자흐스탄 일부, 키르기스스탄, 타지키스탄, 투르크메니스탄, 우즈베키스탄)
- 볼가 독일인 자치 소비에트 사회주의 공화국(1918~1941년)

### 우크라이나 SSR
- 몰도바 자치 소비에트 사회주의 공화국(1924~1940년) - 루마니아로부터 병합한 영토를 합쳐 몰도바 소비에트 사회주의 공화국이 됨
- 크림 자치 소비에트 사회주의 공화국(1991년 2월 12일~1992년) - 1991년 1월 20일 시행된 크림 자치 국민투표에 따라 크림 자치주가 자치 공화국으로 승격됨. 현 크림 자치 공화국/크림 공화국)

### 우즈베크 SSR
- 카라칼파크 자치 소비에트 사회주의 공화국(1932~1991년) - 현 카라칼파크스탄
- 타지크 자치 소비에트 사회주의 공화국(1924~1929년) - 타지크 소비에트 사회주의 공화국가 되어 현 타지키스탄

## 같이 보기
- 소련의 자치주
- 러시아의 자치구
- 소련의 국내 영토 분할
- 러시아의 공화국
- 소련의 행정 구역